# Premio Laureus World Sports al deportista con discapacidad del año

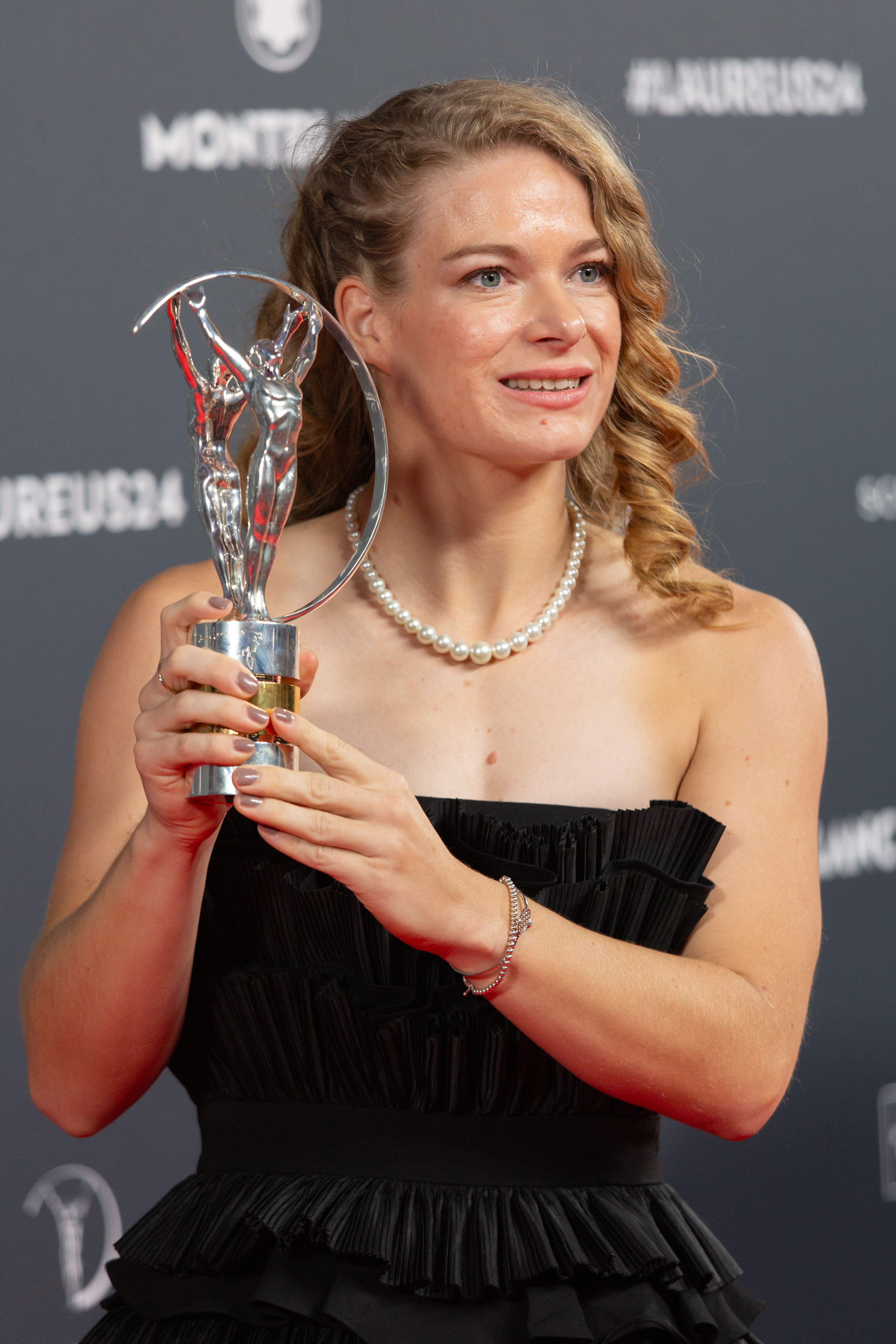
Diede de Groot, ganadora en 2024 posando con su trofeo.

El Premio Laureus World Sports al deportista con discapacidad del año es un premio anual que honra los logros individuales  de los atletas con discapacidades del mundo de los deportes paralímpicos. Se otorgó por primera vez en el año 2000 como uno de los siete premios constituyentes presentados durante los premios Laureus World Sports. Los premios son presentados por Laureus Sport for Good Foundation, una organización global que participa en más de 150 proyectos de caridad que apoyan a 500,000 jóvenes. La primera ceremonia se celebró el 25 mayo de  2000 en Monte Carlo, en la que Nelson Mandela dio el discurso de apertura. Las nominaciones para el premio provienen de un panel de especialistas. La Academia Mundial de Deportes de Laureus luego selecciona al ganador que se presenta con una estatuilla de Laureus, creada por Cartier, en una ceremonia anual de premios que se lleva a cabo en varios lugares del mundo. Los premios están considerados altamente prestigiosos y son frecuentemente referidos como el equivalente deportivo de los "Oscars".